# Uniforme convergentie

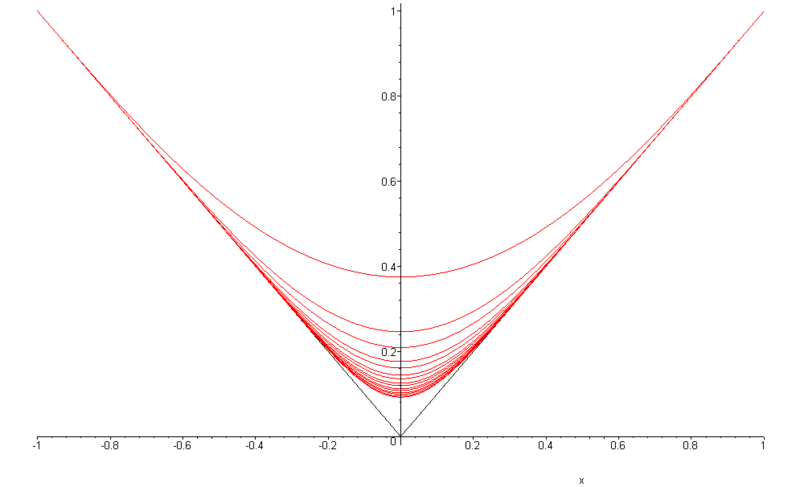

In de analyse, een deelgebied van de wiskunde, is uniforme convergentie een sterkere vorm van convergentie dan puntsgewijze convergentie. Een rij {\displaystyle (f_{n}:V\to \mathbb {R} )} van functies convergeert uniform op {\displaystyle V}naar een limietfunctie {\displaystyle f} als de snelheid van de convergentie voor alle {\displaystyle x\in V} dezelfde is. 

## Definitie
De rij reëelwaardige functies {\displaystyle (f_{n}:V\to \mathbb {R} )} met {\displaystyle n\in \mathbb {N} } op de verzameling {\displaystyle V} heet uniform convergent met limietfunctie {\displaystyle f:V\to \mathbb {R} }, indien er voor iedere {\displaystyle \varepsilon >0} een natuurlijk getal {\displaystyle N} bestaat zodanig dat voor alle {\displaystyle x\in V} en alle {\displaystyle n\geq N} geldt dat {\displaystyle |f_{n}(x)-f(x)|<\varepsilon }. 
Alternatief geldt dat {\displaystyle (f_{n})} dan en slechts dan uniform naar {\displaystyle f} convergeert als
{\displaystyle \lim _{n\to \infty }\ \sup _{x\in V}|f_{n}(x)-f(x)|=0}.